# Peter R. Neumann
Peter R. Neumann, né le 4 décembre 1974 à Wurtzbourg (Allemagne), est un politologue et un journaliste allemand, spécialisé dans la recherche sur l'extrémisme violent. Il est professeur d'études de sécurité au département des études sur la guerre au King's College de Londres et directeur du Centre international pour l'étude de la radicalisation (ICSR), qu'il a fondé au début de 2008.

## Biographie et opinions
En 1993 Neumann a commencé sa carrière professionnelle en tant que journaliste pigiste pour la chaîne de radio publique Deutsche Welle. Il a fait ses études en science politique à l'Université de Belfast, puis à la Université libre de Berlin. En 2017, il a été nommé rapporteur spécial pour la lutte contre l'extrémisme violent de l'Organisation pour la sécurité et la coopération en Europe.
Auteur de nombreux ouvrages sur l'extrémisme violent, notamment sur l'organisation État islamique, il alerte en 2016 les gouvernements européens du risque de radicalisation dans les milieux pénitentiaires. Il explique que les prisons, tout particulièrement, constituent un vivier « de jeunes hommes en colère » qui sont « prêts à l'emploi ». Selon Neumann, l'incarcération à la suite de crimes violentes favorise la radicalisation et l'entrée dans le jihadisme. 
D'après une étude du King’s College menée par Peter Neumann en 2017 « entre 20 % et 30 % des djihadistes décident de revenir dans leur pays d’origine ». Le rapport s’appuie sur le témoignage de cinquante-huit « déserteurs » de l’État islamique, dont neuf originaires d’Europe occidentale et d’Australie, à avoir publiquement mis en récit les motivations de leur départ.
À la suite de l'attentat terroriste à Hanau (Allemagne) le 19 février 2020, Neumann qualifie l'auteur de la fusillade d’extrémiste raciste qui utilisait des « termes explicitement eugénistes, affirmant que la science prouve que certaines races sont supérieures ». Selon son analyse, le terroriste se voyait comme un « incel », un « célibataire involontaire », « confessant n'avoir jamais eu de relation avec une femme ». 
Dans une tribune pour l'hebdomadaire allemand Der Spiegel, Neumann estime que le mouvement complotiste d’extrême-droite QAnon constitue l'une des plus grandes menaces terroristes pour l'Occident, en raison du grand nombre de ses adhérents, des réseaux dont dispose le mouvement à l'intérieur des institutions de l'État américain et de la combativité de certains de ses membres.